# Jennifer Aniston
Jennifer Joanna Aniston (Sherman Oaks, 11 de fevereiro de 1969) é uma atriz, produtora e empresária norte-americana. Filha dos atores Nancy Dow e John Aniston, Jennifer começou sua carreira como atriz em 1987 no filme Mac and Me, aparecendo com um papel não creditado. Depois que sua carreira cresceu com sucesso na década de 1990, Jennifer se manteve uma figura pública bem conhecida e estabeleceu-se como uma das atrizes mais bem pagas de Hollywood.
Aniston estabeleceu sua carreira ao interpretar Rachel Green na série de televisão Friends (1994–2004), pelo qual ela ganhou os prêmios Emmy, Globo de Ouro e SAG Award. A personagem foi amplamente popular enquanto a série esteve em exibição e mais tarde foi reconhecida como uma das maiores personagens femininas da televisão norte-americana. Desde então, desempenhou papéis principais em numerosas comédias e comédias românticas. Seus sucessos de bilheteria incluem Bruce Almighty (2003), The Break-Up (2006), Marley & Me (2008), Just Go with It (2011), Horrible Bosses (2011), e We're the Millers (2013), cada um dos quais arrecadou mais de US$ 200 milhões em vendas de bilheteria em todo o mundo. Seus papéis mais aclamados pela crítica incluem os dramas The Good Girl (2002) e Cake (2014).
Em 2008, Aniston co-fundou a companhia de produções Echo Films, com Kristin Hahn. Divorciada do ator Brad Pitt, com quem foi casada durante cinco anos, separou-se do ator Justin Theroux em 2017, com quem se casou em 2015.

## Carreira
Aniston se mudou para Hollywood e foi escalada em seu primeiro papel na televisão em 1990, estrelando como uma personagem regular na série de curta duração Molloy e no filme para TV Camp Cucamonga. Também co-estrelou em Ferris Bueller, uma adaptação para a TV do filme que foi sucesso em 1986, Ferris Bueller's Day Off (br: Curtindo a Vida Adoidado). As séries, no entanto, foram rapidamente canceladas. Aniston, em seguida, apareceu em duas comédias, The Edge e Muddling Through ambas sem nenhuma repercussão, e co-estrelou em Quantum Leap, Herman's Head e Burke's Law. Após a sequência de séries canceladas, junto com sua aparição no filme de terror ridicularizado de 1992, Leprechaun, Aniston considerou desistir da carreira de atriz. Mudou os planos, no entanto, após a audição para Friends. Originalmente Aniston queria fazer o teste para o papel de Monica Geller, mas os produtores consideraram Courteney Cox mais adequada para o papel; assim, Aniston foi lançada como Rachel Green.
O programa foi bem sucedido e Aniston, junto com seus colegas de elenco, ganhou grande renome entre os telespectadores, o penteado da época, que ficou conhecido como "a Rachel", foi amplamente copiado. Jennifer e seus amigos do elenco de Friends, David Schwimmer, Matthew Perry, Matt LeBlanc, Lisa Kudrow e Courteney Cox, chegaram a ganhar 1 milhão de dólares por episódio nas últimas temporadas da série, de acordo com o Guinness Book (2005), Aniston (junto com as co estrelas femininas) se tornou a atriz mais bem paga da TV. Recebeu cinco indicações ao Emmy (dois prêmios de Atriz (coadjuvante/secundária) e três de Melhor Atriz), incluindo uma vitória como melhor atriz em série de comédia.
Aniston já apareceu em vários comerciais e videoclipes. Em 1996 apareceu no videoclipe da canção "Walls", da banda Tom Petty and the Heartbreakers. Em 2001 esteve no clipe de "I Want To Be In Love", de Melissa Etheridge. Jennifer foi lançada em um comercial da Heineken, que mais tarde foi proibido devido a problemas com a marca. Fez também comerciais de produtos para cabelo como a marca L'Oreal. Em 1994 a Microsoft convidou Aniston, junto com Matthew Perry, para filmar um anúncio promocional de 30 minutos para o seu novo sistema operacional, Windows 95. Ganhou aclamação da crítica por suas interpretações em The Object of My Affection (br: A Razão do Meu Afeto), de 1998, uma comédia/drama sobre uma garota que se apaixona por um homem gay e no filme de baixo orçamento de 2002, Por um Sentido na Vida, dirigido por Miguel Arteta, onde interpreta uma caixa sem glamour em uma pequena cidade. O último filme estreou relativamente em poucas salas de cinema - menos de 700 no total - faturando 14 milhões de dólares nas bilheterias dos Estados Unidos. No final de 2005 Aniston apareceu em dois filmes de grande orçamento, Fora de Rumo e Dizem Por Aí….

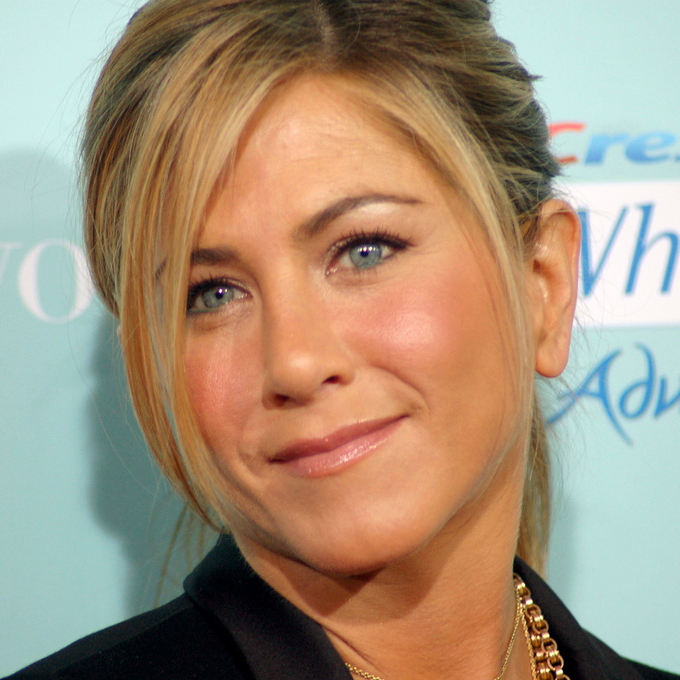
Aniston na premiere de Ele Não Está Tão a Fim de Você, em 2009.

Além do sucesso como atriz de televisão, Aniston vem tendo glória também como atriz de cinema. Seu maior sucesso de bilheteria, até à data foi em 2003 no filme Bruce Almighty (br: Todo Poderoso), no qual interpreta a namorada do personagem de Jim Carrey. Aniston, em seguida, estrelou o filme de 2004, Along Came Polly (br: Quero Ficar Com Polly), contracenando com Ben Stiller. Em 2006 apareceu no drama de baixo orçamento, Amigas Com Dinheiro, que foi exibido no Sundance Film Festival, e recebeu um lançamento limitado. No trabalho seguinte, The Break-Up (br: Separados Pelo Casamento), que foi lançado em junho de 2006, arrecadou cerca de 39,17 milhões de dólares durante a sua semana de estreia, apesar das críticas mornas.
Em 2007 Aniston estrelou como convidada em um episódio de Dirt, série da amiga Courteney Cox, interpretando Tina Harrod, uma rival de Courteney. Além de atuar, Aniston dirigiu o curta-metragem Room 10, estrelado por Robin Wright Penn e Kris Kristofferson.
A Forbes listou Aniston como uma das dez mulheres mais ricas na indústria do entretenimento em 2007. Está atrás de Oprah Winfrey, JK Rowling, Madonna, Mariah Carey, Celine Dion e Jennifer Lopez e está à frente de Britney Spears, Christina Aguilera e as gêmeas Olsen. Seu patrimônio líquido é de aproximadamente 110 milhões de dólares. Aniston também foi incluída no relatório anual da Star Salary Top 10 da revista especializada The Hollywood Reporter para 2006. Segundo a Forbes, em outubro de 2007, Aniston foi o rosto de celebridade mais vendido da indústria do entretenimento.
Aniston apareceu no terceiro episódio da terceira temporada de 30 Rock interpretando Claire Harper, uma ex colega de quarto de Jack Donaghy.
Aniston aparece nua em uma série de fotos que foram publicadas na capa e páginas interiores da edição de janeiro de 2009 da revista GQ. Disse à revista que se sente mais confortável hoje do que quando estava na casa dos vinte ou trinta anos. "Eu estou saudável. Estou mais em paz com minha mente e meu corpo", disse Aniston. Também aparece nua em The Break-Up.
Em 25 de dezembro de 2008, Marley & Me (br: Marley & Eu), em que Aniston estrela ao lado de Owen Wilson, foi lançado. É o recorde de maior bilheteria de Natal com 14,75 milhões dólares em ingressos vendidos. O filme arrecadou um total de 51,7 milhões de dólares ao longo dos quatro dias do fim de semana e o deixou em primeiro lugar, posição que ocupou por duas semanas. O total mundial de faturamento foi de 242,7 milhões de dólares.
O filme, He's Just Not That Into You (br: Ele Não Está tão a Fim de Você), que estreou em fevereiro de 2009, fez 27,5 milhões de dólares nas bilheterias em seu primeiro fim de semana. Enquanto o filme recebeu críticas mistas, Aniston, junto com Jennifer Connelly e Ben Affleck, foram muitas vezes elogiados por críticos.
A partir de 2009 os filmes de Aniston arrecadaram mais de 900 milhões nos Estados Unidos, e mais de 1 bilhão mundialmente: Love Happens (br: O amor acontece); Management (br: O amor pede passagem), The Bounty Hunter (br: Caçador de Recompensas), The Switch (br: Coincidências do amor) e Just Go with It (br: Esposa de Mentirinha).

## Filmografia

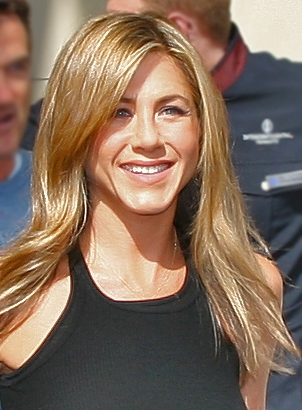
Aniston no Toronto International Film Festival, em 2008.

### Cinema
| Ano  | Filme                               | Papel                    | Notas          |
| ---- | ----------------------------------- | ------------------------ | -------------- |
| 1990 | Camp Cucamonga                      | Ava Schector             | Para televisão |
| 1993 | Leprechaun                          | Tory Reding              |                |
| 1996 | Dream for an Insomniac              | Allison                  |                |
| 1996 | She's the One                       | Renee                    |                |
| 1996 | Steven Spielberg's Director's Chair | Laura                    | Voz            |
| 1997 | Picture Perfect                     | Kate Mosley              |                |
| 1997 | Til There Was You                   | Debbie                   |                |
| 1998 | The Thin Pink Line                  | Clove                    |                |
| 1998 | The Object of My Affection          | Nina Borowski            |                |
| 1999 | Office Space                        | Joanna                   |                |
| 1999 | The Iron Giant                      | Annie Hughes             | Voz            |
| 2001 | Rock Star                           | Emily Poule              |                |
| 2002 | The Good Girl                       | Justine Last             |                |
| 2003 | Bruce Almighty                      | Grace Connelly           |                |
| 2004 | Along Came Polly                    | Polly Prince             |                |
| 2005 | Derailed                            | Lucinda Harris           |                |
| 2005 | Rumor Has It                        | Sarah Huttinger          |                |
| 2006 | Friends with Money                  | Olivia                   |                |
| 2006 | The Break-Up                        | Brooke Meyers            |                |
| 2008 | Management                          | Sue                      |                |
| 2008 | Marley & Me                         | Jennifer Grogan          |                |
| 2009 | He's Just Not That Into You         | Beth Murphy              |                |
| 2009 | Love Happens                        | Eloise Chandler          |                |
| 2010 | The Bounty Hunter                   | Nicole Hurly             |                |
| 2010 | The Switch                          | Kassie Larson            |                |
| 2011 | Just Go with It                     | Katherine Murphy         |                |
| 2011 | The Goree Girls                     | Trisha Durant            |                |
| 2011 | Horrible Bosses                     | Dr. Julia Harris, D.D.S. |                |
| 2012 | Wanderlust                          | Linda Gergenblatt        |                |
| 2013 | We're the Millers                   | Sarah "Rose" O'Reilly    |                |
| 2013 | Unity                               | Narradora                |                |
| 2014 | Life of Crime                       | Mickey Dawson            |                |
| 2014 | She's Funny That Way                | Jane Claremont           |                |
| 2014 | Horrible Bosses 2                   | Dr. Julia Harris, D.D.S. |                |
| 2015 | Cake                                | Claire Simmons           |                |
| 2016 | Mother's Day                        | Sandy                    |                |
| 2016 | Cegonhas                            | Sarah Gardner            | Voz            |
| 2016 | Office Christmas Party              | Carol Vanstone           |                |
| 2018 | The Yellow Birds                    | Maureen Murphy           |                |
| 2018 | Dumplin                             | Rosie Dickson            |                |
| 2019 | Murder Mystery                      | Audrey Spitz             |                |
| 2023 | Murder mystery 2                    | Audrey Spitz             |                |

### Televisão
| Ano           | Título                   | Papel                           | Episódios     | Notas                             |
| ------------- | ------------------------ | ------------------------------- | ------------- | --------------------------------- |
| 1990          | Molloy                   | Courtney                        | 2 episódios   |                                   |
| 1990-1991     | Ferris Bueller           | Jeannie Bueller                 | 13 episódios  |                                   |
| 1992          | Quantum Leap             | Kiki Wilson                     | 1 episódio    |                                   |
| 1992-1993     | Herman's Head            | Suzie Brooks                    | 2 episódios   |                                   |
| 1994          | Burke's Law              | Linda Campbell                  | 1 episódio    |                                   |
| 1994          | Muddling Through         | Madeline Drego Cooper           | 9 episódios   |                                   |
| 1994-2004     | Friends                  | Rachel Green                    | 236 episódios | Protagonista                      |
| 1996          | Partners                 | CPA Suzanne                     | 1 episódio    |                                   |
| 1998          | Hercules                 | Galateia                        | 1 episódio    |                                   |
| 1999          | South Park               | Sra. Stevens                    | 1 episódio    |                                   |
| 2003          | Freedom: A History of Us | Jessie Benton                   | 1 episódio    |                                   |
| 2003          | King of the Hill         | Pepperoni Sue / Stephanie (voz) | 1 episódio    |                                   |
| 2007          | Dirt                     | Tina Harrod                     | 1 episódio    |                                   |
| 2008          | 30 Rock                  | Claire Harper                   | 1 episódio    |                                   |
| 2011          | Cougar Town              |                                 | 1 episódio    |                                   |
| 2019–presente | The Morning Show         | Alex Levy                       | 30 episódios  | Protagonista; produtora executiva |
| 2021          | Friends: The Reunion     | Rachel Green                    |               |                                   |

## Prêmios e Indicações

#### Emmy Awards
| Ano  | Indicação            | Categoria                                    | Notas    |
| ---- | -------------------- | -------------------------------------------- | -------- |
| 2000 | Friends              | Melhor Atriz Coadjuvante em Série de Comédia | Indicado |
| 2001 | Friends              | Melhor Atriz Coadjuvante em Série de Comédia | Indicado |
| 2002 | Friends              | Melhor Atriz em Série de Comédia             | Venceu   |
| 2003 | Friends              | Melhor Atriz em Série de Comédia             | Indicado |
| 2004 | Friends              | Melhor Atriz em Série de Comédia             | Indicado |
| 2009 | 30 Rock              | Melhor Atriz Convidada em Série de Comédia   | Indicado |
| 2020 | The Morning Show     | Melhor Atriz em Série Dramática              | Indicado |
| 2021 | Friends: The Reunion | Melhor Especial de Variedades (Pré-gravado)  | Indicado |
| 2024 | The Morning Show     | Melhor Atriz em Série Dramática              | Indicado |

#### Globo de Ouro
| Ano  | Indicação        | Categoria                                   | Notas    |
| ---- | ---------------- | ------------------------------------------- | -------- |
| 2002 | Friends          | Melhor Atriz Coadjuvante em Televisão       | Indicado |
| 2003 | Friends          | Melhor Atriz em Série de Comédia ou Musical | Venceu   |
| 2015 | Cake             | Melhor Atriz em Filme Dramático             | Indicado |
| 2020 | The Morning Show | Melhor Atriz em Série Dramática             | Indicado |
| 2020 | The Morning Show | Melhor Série Dramática                      | Indicado |
| 2022 | The Morning Show | Melhor Série Dramática                      | Indicado |
| 2022 | The Morning Show | Melhor Atriz em Série Dramática             | Indicado |
| 2024 | The Morning Show | Melhor Série Dramática                      | Indicado |

#### SAG Awards
| Ano  | Indicação        | Categoria                         | Notas    |
| ---- | ---------------- | --------------------------------- | -------- |
| 1996 | Friends          | Melhor Elenco em Série de Comédia | Venceu   |
| 1999 | Friends          | Melhor Elenco em Série de Comédia | Indicado |
| 2000 | Friends          | Melhor Elenco em Série de Comédia | Indicado |
| 2001 | Friends          | Melhor Elenco em Série de Comédia | Indicado |
| 2002 | Friends          | Melhor Atriz em Série de Comédia  | Indicado |
| 2002 | Friends          | Melhor Elenco em Série de Comédia | Indicado |
| 2003 | Friends          | Melhor Atriz em Série de Comédia  | Indicado |
| 2003 | Friends          | Melhor Elenco em Série de Comédia | Indicado |
| 2004 | Friends          | Melhor Elenco em Série de Comédia | Indicado |
| 2015 | Cake             | Melhor Atriz Principal            | Indicado |
| 2020 | The Morning Show | Melhor Atriz em Série Dramática   | Venceu   |
| 2022 | The Morning Show | Melhor Atriz em Série Dramática   | Indicado |
| 2022 | The Morning Show | Melhor Elenco em Série Dramática  | Indicado |
| 2024 | The Morning Show | Melhor Elenco em Série Dramática  | Pendente |
| 2024 | The Morning Show | Melhor Atriz em Série Dramática   | Pendente |

#### Outros prêmios
| Ano                    | Resultado                             | Premiação                   | Categoria                                     | Trabalho           |
| ---------------------- | ------------------------------------- | --------------------------- | --------------------------------------------- | ------------------ |
| 1996                   | Venceu                                | Prémios Screen Actors Guild | Melhor Elenco                                 | Friends            |
| 1996                   | Indicada                              | American Comedy Awards      | Atriz (coadjuvante/secundária) mais engraçada | Friends            |
| 1997                   | Indicada                              | Razzie Awards               | Pior nova estrela                             | Friends            |
| 1997                   | Indicada                              | Kids' Choice Awards         | Atriz de televisão favorita                   | Friends            |
| 1999                   | Indicada                              | Prémios Screen Actors Guild | Melhor elenco                                 | Friends            |
| 1999                   | Indicada                              | Kids' Choice Awards         | Atriz de televisão favorita                   | Friends            |
| 1999                   | Indicada                              | American Comedy Awards      | Atriz (coadjuvante/secundária) mais engraçada | Friends            |
| 2000                   | Venceu                                | TV Guide Awards             | Escolha de editor                             | Friends            |
| 2000                   | Indicada                              | Prémios Screen Actors Guild | Melhor elenco                                 | Friends            |
| 2000                   | Indicada                              | Satellite Awards            | Melhor atriz                                  | Friends            |
| 2000                   | Indicada                              | Kids' Choice Awards         | Amigos favoritos na televisão                 | Friends            |
| 2000                   | Indicada                              | Emmy Awards                 | Melhor atriz (coadjuvante/secundária)         | Friends            |
| 2001                   | Indicada                              | Prémios Screen Actors Guild | Melhor elenco                                 | Friends            |
| 2001                   | Venceu                                | People's Choice Awards      | Performance feminina favorita na televisão    | Friends            |
| 2001                   | Indicada                              | Emmy Awards                 | Melhor atriz (coadjuvante/secundária)         | Friends            |
| 2001                   | Indicada                              | American Comedy Awards      | Atriz (coadjuvante/secundária) mais engraçada | Friends            |
| 2001                   | Venceu                                | TV Prize                    | Personalidade feminina da TV                  | Friends            |
| 2002                   | Venceu                                | Teen Choice Awards          | Atriz de comédia                              | Friends            |
| 2002                   | Indicada                              | Prémios Screen Actors Guild | Melhor elenco                                 | Friends            |
| 2002                   | Indicada                              | Prémios Screen Actors Guild | Melhor atriz                                  | Friends            |
| 2002                   | Indicada                              | People's Choice Awards      |                                               | Friends            |
| 2002                   | Indicada                              | Kids' Choice Awards         |                                               | Friends            |
| 2002                   | Venceu                                | Hollywood Film Festival     | Atriz do ano                                  | Friends            |
| 2002                   | Indicada                              | Golden Globe                | Melhor atriz (coadjuvante/secundária)         | Friends            |
| 2002                   | Venceu                                | Emmy Awards                 | Melhor atriz                                  | Friends            |
| 2002                   | Venceu                                | TV Prize                    | Personalidade feminina da TV                  | Friends            |
| 2003                   | Indicada                              | Teen Choice Awards          | Escolha de filme Liplock                      | The Good Girl      |
| 2003                   | Indicada                              | Teen Choice Awards          | Escolha de filme mentiroso                    | The Good Girl      |
| 2003                   | Indicada                              | Teen Choice Awards          | Atriz de cinema                               | Bruce Almighty     |
| 2003                   | Venceu                                | Teen Choice Awards          | Atriz de televisão                            | Friends            |
| 2003                   | Venceu                                | Teen Choice Awards          | Atriz de cinema                               | The Good Girl      |
| 2003                   | Indicada                              | Prémios Screen Actors Guild | Melhor elenco                                 | Friends            |
| 2003                   | Indicada                              | Prémios Screen Actors Guild | Melhor atriz                                  | Friends            |
| 2003                   | Indicada                              | Satellite Awards            |                                               | Friends            |
| 2003                   | Indicada                              | The Good Girl               |                                               |                    |
| 2003                   | Venceu                                | People's Choice Awards      |                                               |                    |
| 2003                   | Indicada                              | OFCS Awards                 | The Good Girl                                 |                    |
| 2003                   | Indicada                              | Kids' Choice Awards         | Friends                                       |                    |
| 2003                   | Indicada                              | Independent Spirit Awards   | The Good Girl                                 |                    |
| 2003                   | Venceu                                | Golden Globe                | Friends                                       |                    |
| 2003                   | Indicada                              | Emmy Awards                 | Friends                                       |                    |
| 2003                   | Venceu                                | TV Prize                    | Friends                                       | Atriz de televisão |
| 2004                   | Venceu                                | Teen Choice Awards          | Friends                                       | Melhor atriz       |
| 2004                   | Indicada                              | Prémios Screen Actors Guild | Friends                                       | Melhor elenco      |
| 2004                   | Venceu                                | People's Choice Awards      | Friends                                       | Atriz de televisão |
| 2004                   | Indicada                              | MTV Movie Awards            | Melhor beijo                                  | Bruce Almighty     |
| 2004                   | Indicada                              | MTV Movie Awards            | Melhor sequência de dança                     | Along Came Polly   |
| 2004                   | Venceu                                | Logie Awards                | Estrela mais popular                          | Friends            |
| 2004                   | Indicada                              | Kids' Choice Awards         | Atriz de televisão favorita                   | Friends            |
| 2004                   | Indicada                              | Emmy Awards                 | Melhor atriz                                  | Friends            |
| 2004                   | Venceu                                | TV Prize                    | Melhor personalidade feminina da TV           |                    |
| 2005                   | Indicada                              | TV Land Awards              | Grande pequena estrela                        |                    |
| 2005                   | Indicada                              | ShoWest Award               | Estrela feminina do ano                       |                    |
| 2006                   | Indicada                              | Teen Choice Awards          | Atriz de comédia                              | The Break-Up       |
| 2006                   | Venceu                                | Teen Choice Awards          | Melhor química                                | The Break-Up       |
| 2006                   | Indicada                              | TV Land Awards              | Beijo mais memorável                          | Friends            |
| 2006                   | Indicada                              | TV Land Awards              | Pequena grande estrela                        |                    |
| 2007                   | Indicada                              | TV Land Awards              |                                               |                    |
| People's Choice Awards | Indicada                              | On-Screen Match-Up favorito | The Break-Up                                  |                    |
| People's Choice Awards | Venceu                                | Estrela de cinema favorita  |                                               |                    |
|                        | GLAAD Media Awards                    |                             |                                               |                    |
| Venceu                 | CineVegas International Film Festival | Melhor curta-metragem       | Room 10                                       |                    |
| 2009                   | Indicada                              | Teen Choice Awards          | Melhor atriz                                  | Marley & Me        |
| 2009                   | Indicada                              | Kids' Choice Awards         | Atriz de cinema favorita                      | Marley & Me        |
| 2009                   | Indicada                              | Emmy Awards                 | Melhor participação em série de comédia       | 30 Rock            |
| 2010                   | Indicada                              | People's Choice Awards      | Atriz de cinema favorita                      |                    |
| 2011                   | Indicada                              | People's Choice Awards      | Atriz de cinema favorita                      |                    |
| 2012                   | Venceu                                | MTV Movie Awards            | Maior canalha                                 | Horrible Bosses    |
| 2013                   | Venceu                                | People's Choice Awards      | Atriz de filme de comédia favorita            |                    |
| 2019                   | Indicada                              | Teen choice Awards          | Melhor atriz Filme de ação                    |                    |

## Vida pessoal

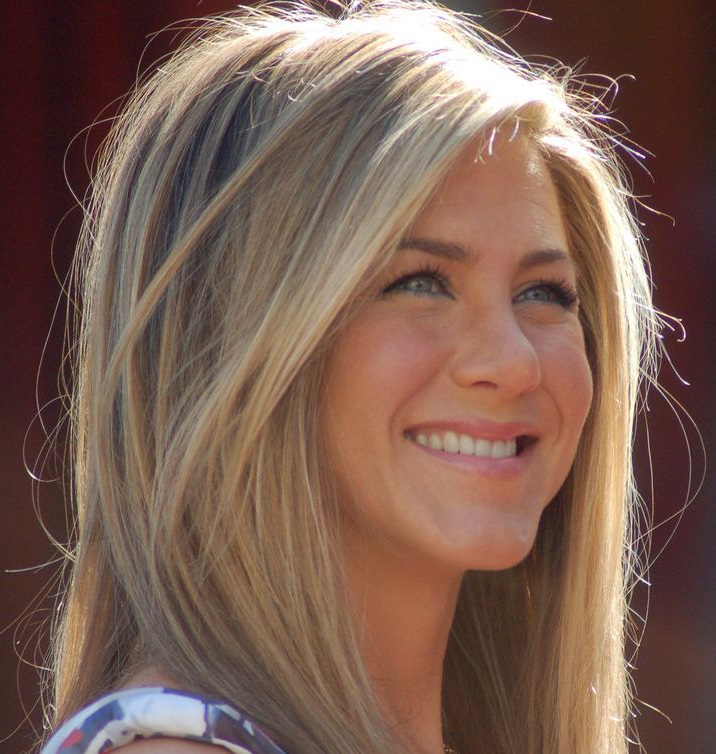
Jennifer Aniston em fevereiro de 2012.

Jennifer nasceu na Califórnia, mas cresceu em Nova York. É filha do ator John Aniston e da atriz Nancy Dow, seus pais se separaram quando Jennifer tinha nove anos.
Seu pai é greco-americano, nascido Giànnis Anastassákis, na ilha de Creta, na Grécia, enquanto sua mãe é de ascendência italiana e escocesa e nasceu em Nova York. Seu avô paterno: Antónios Anastassákis (1889 - 1965) mudou o sobrenome da família de "Anastassákis" para "Aniston", quando a família imigrou da Grécia para os Estados Unidos.
Aniston tem dois meio-irmãos, John Melick e Alex Aniston. Seu padrinho foi o famoso ator e melhor amigo de seu pai Telly Savalas. Jennifer viveu na Grécia por um ano, durante a infância com sua família, e mais tarde se mudou para Nova York. Seu pai, apareceu em algumas séries de TV como Love of Life, Search for Tomorrow e Days of Our Lives - por coincidência na série Friends, o personagem Joey Tribbiani, interpretado pelo ator Matt LeBlanc, fazia parte de uma série de televisão chamada ``Days of Our Lives. Aos onze anos, Aniston frequentou a renomada escola Rudolf Steiner School em Nova York, além de despertar em Jennifer a vontade em atuar, a escola também lhe despertou a paixão pela pintura. Graduou-se na Fiorello H. LaGuardia High School of Music & Art and Performing Arts em Manhattan. Em 1987, após se formar, conseguiu papéis em algumas peças da Off-Broadway como For Dear Life e Dancing on Checker's Grave. Teve vários empregos de tempo parcial, trabalhando como operadora de telemarketing, garçonete e mensageira. Em 1989 se mudou para Los Angeles.
Depois de se envolver com a co-estrela de Ferris Bueller, Charlie Schlatter, em 1990, Jennifer iniciou um relacionamento com Daniel MacDonald, em 1991, que continuou até 1994, pouco antes dela entrar no elenco de Friends. Brevemente namorou o músico Adam Duritz entre 1995 e 1998, Jennifer também se envolveu com o ator Tate Donovan, de quem chegou a ficar noiva.
Em 1998, começou a namorar o ator Brad Pitt, e casaram em 29 de julho de 2000, em Malibu. Por alguns anos, o casamento foi considerado um raro sucesso em Hollywood. No entanto, o casal anunciou sua separação em 6 de janeiro de 2005. Pitt se envolveu com a atriz Angelina Jolie, muito embora ele tenha negado ter sido este o motivo da separação. Dois meses depois da separação, Pitt, Aniston e alguns amigos do casal foram vistos juntos publicamente, num jantar em comemoração ao aniversário dela, eles que não se falavam desde o fim do casamento, se reconciliaram. Aniston, no entanto, pediu o divórcio em março de 2005 o que foi oficializado em outubro de 2005. Especulações davam como certo que a separação foi devido à recusa de Aniston em ter filhos com Brad. Aniston negou que esta tenha sido a causa de sua separação. Em agosto de 2005 numa entrevista à Vanity Fair, ela afirmou que, "sempre quis ter filhos e nunca iria abandonar essa experiência por uma carreira".
Jennifer revelou que o seu divórcio levou-a a aproximar-se da sua mãe, Nancy, de quem estava afastada há quase uma década. Inicialmente se afastaram quando Nancy falou sobre sua filha em um programa de televisão e mais tarde escreveu um livro intitulado "From Mother and Daughter to Friends: A Memoir" (1999).
Depois de seu divórcio, Aniston começou a namorar com o ator Vince Vaughn, com quem co-estrelou em The Break-Up (br: Separados Pelo Casamento), mas problemas no namoro foram noticiados em setembro de 2006, seguido de uma separação confirmada em dezembro do mesmo ano. Ela brevemente namorou o modelo Paul Sculfor por alguns meses e em fevereiro de 2008, começou a namorar o cantor John Mayer. O casal se separou em agosto, mas retomou o relacionamento em outubro, antes de se separar novamente em março de 2009.
Aniston fez duas septoplastias para corrigir um desvio de septo, a primeira foi feita incorretamente em 1994, e a segunda em janeiro de 2007. A septoplastia é uma operação cirúrgica que ajuda a aliviar uma condição comum que pode levar a dificuldades respiratórias e problemas para dormir. Jennifer é madrinha de Coco Riley Arquette, a filha de seus bons amigos, os atores Courteney Cox e David Arquette.
Jennifer Aniston, de 2012 a 2018, foi noiva do também ator Justin Theroux. O casal planejava casar-se no Havaí numa cerimônia íntima, com apenas cerca de 20 convidados. Contudo, em fevereiro de 2018, os dois se separaram.
Boatos sobre uma suposta gravidez de Aniston são frequentes e ocorrem desde quando era casada com o também ator Brad Pitt, entre 2000 e 2005.

## Ativismo
Aniston apoia muitas fundações de caridade. É uma apoiante do Friends of El Faro, uma organização sem fins lucrativos que ajuda a angariar fundos para a Casa Hogar Sion, um orfanato em Tijuana, México. Jennifer já apareceu em muitos comerciais de televisão para o St. Jude's Children's Research Hospital. Fez uma aparição no Oprah's Big Give para apoiar a causa e participou em 2008 do show Stand Up to Cancer, "It Can't Wait" na campanha para a Birmânia Livre, ainda dirigiu e estrelou um vídeo. Em abril de 2007 Aniston recebeu o prêmio GLAAD Media Awards, por suas contribuições para uma maior visibilidade e compreensão da comunidade lésbica, gay, bissexual e transgênero.